# Ich bin von Kopf bis Fuß auf Liebe eingestellt
Ich bin von Kopf bis Fuß auf Liebe eingestellt (literalment: "Estic a punt per estimar de cap a peus") és una cançó alemanya del 1930 composta per Friederich Hollaender que va aparèixer a la pel·lícula Der blaue Engel interpretada per Marlene Dietrich. Aquesta artista també enregistrà en anglès la versió més coneguda Falling in Love Again (Can't Help It), escrita per Sammy Lerner, però que no és una traducció literal.
- L'original alemany diu així:

| « | Ein rätselhafter Schimmer, ein "je ne sais-pas-quoi" Liegt in den Augen immer bei einer schönen Frau. Doch wenn sich meine Augen bei einem vis-à-vis Ganz tief in seine saugen was sprechen dann sie? Ich bin von Kopf bis Fuß auf Liebe eingestellt, Denn das ist meine Welt – und sonst gar nichts. Das ist, was soll ich machen, meine Natur. Ich kann halt lieben nur – und sonst gar nichts. Männer umschwirr‘n mich wie Motten um das Licht Und wenn sie verbrennen, ja dafür kann ich nichts. Was bebt in meinen Händen, In ihrem heißen Druck? Sie möchten sich verschwenden - sie haben nie genug. Ihr werdet mir verzeihen, Ihr müßt' es halt versteh'n, Es lockt mich stets von neuem - Ich find' es so schön!<br> | » |

- L'adaptació en anglès:

| « | A mysterious glow, a "je ne sais-pas-quoi" Lies always in the eyes of a beautiful woman. But if my eyes connect with yours and Dive in them too deeply, then what do they say? I am designed for love from head to toe, That is my world - and nothing else. That is, what can I do, my nature. I can only love - and nothing else. Men flit around me, like moths to the flame. And if they burn, I can do nothing. What trembles in my hands, in its hot grip? They want to squander themselves - they never get enough. You will forgive me; you must understand. It tempts me always - I find it so wonderful! | » |

## Altres versions
En van fer versions Kevin Ayers, Billie Holiday, Doris Day (19619), Sammy Davis Jr (1962) Nina Simone (1966), Klaus Nomi (1982), Linda Ronstadt (1984), The Adicts (1985), Marianne Faithfull, Zarah Leander 1931 (en suec), Bryan Ferry, The Puppini Sisters, Michael Lutzeier i Theo Bleckmann (2008).
La cantant Madonna en cantà unes poques línies durant The Girlie Show Tour el 1993.
La versió de Marlene Dietrich es va fer servir el 1997 en un anunci de la Mercedes-Benz.
El 2008 també Christina Aguilera la utilitzà com a banda sonora de la pel·lícula The Spirit.